# Barberapithecus
Barberapithecus (mono de Barberá) es un género de primate pliopitécido que vivió durante el Mioceno en lo que ahora es la península ibérica. Fue descrito a partir de 18 dientes pertenecientes a tres individuos diferentes, encontrados en Barberá del Vallés (Vallés Occidental). El nombre específico honra al paleontólogo Johannes Hürzeler, colaborador de Miquel Crusafont.
Debido a sus semejanzas, forma junto a Anapithecus la nueva tribu Anapithecini.